# Tapinocyba discedens
Tapinocyba discedens är en spindelart som beskrevs av Denis 1948. Tapinocyba discedens ingår i släktet Tapinocyba och familjen täckvävarspindlar.
Artens utbredningsområde är Frankrike. Inga underarter finns listade i Catalogue of Life.